# 진해역
진해역(Jinhae station, 鎭海驛)은 경상남도 창원시 진해구 여좌동에 위치한 진해선의 철도역이다. 진해선의 마지막 역인 통해역은 일반인이 들어갈 수 없는 군사 보호 지역에 위치하여, 이 역이 진해선의 실질적인 종착역으로 취급된다. 역 건물은 2005년 9월 14일에 등록문화재 제192호로 지정되었다. 코레일과 창원시가 합의하면서 2015년 2월 1일부터 정기 여객 취급이 중단되어, 정기 여객 취급은 매년 4월에 진해군항제를 위한 관광열차만 운행되었고, 그 외에는 진해선 지선 행암선 화물열차만 운행된다.

## 연혁
- 1926년 11월 11일 : 진해선 개통으로 영업 개시[2]
- 1961년 11월 2일 : 해병대 전용선 개통
- 1966년 9월 16일 : 진해화학 전용선 개통
- 2002년 12월 30일 : 역사 보수
- 2005년 9월 14일 : 등록문화재 지정
- 2006년 11월 1일 : 통근열차 운행 중지, KTX 연계 대구행 새마을호 운행 개시
- 2010년 9월 1일 : 화물 취급 중지[3]
- 2012년 7월 25일 : 대구행 새마을호가 동대구행으로 단축
- 2012년 11월 1일 : 동대구행 새마을호 운행 중지, 마산행 무궁화호 운행 재개
- 2013년 7월 15일 : 마산행 무궁화호 양 방향 1일 2회로 감축.
- 2015년 2월 1일 : 정기 여객열차 운행 중지[4]
- 2015년 7월 20일 : 무배치간이역으로 격하[5]
- 일자불명 : 진해역사 임대

## 열차 운행
- 진해 군항제를 전후로 한 매년 4월 초중순에는 벚꽃관광열차가 전국 각지에서 통해역까지 운행한다. 특히 1980년대부터 경원선·경부선 : 동두천, 의정부, 서울(청량리, 영등포), 수원, 천안, 대전, 김천, 구미, 대구(동대구), 경의선 : 문산(이후 경부선), 호남선·경전선 : 목포, 광주(송정리), 영동선·경북선 : 강릉(정동진), 동해, 삼척, 영주, 예천(용궁), 문경, 상주(이후 경부선), 동해남부선 : 포항, 경주, 울산, 부산(해운대, 부전, 구포) 등지에서 오는 임시 장거리 관광열차가 투입되고 있다.
- 2006년까지 마산-진해를 오가는 정규 통근열차가 있어서 마산, 창원 등의 근거리 승객들이 이용하였다. 2006년 11월 대구와 진해를 오가는 KTX 환승형 새마을호 열차가 신설되면서 진해선 통근열차의 정기 운행이 폐지되었다. 이후 한국철도공사는 창원-진해 구간 사이 대부분의 역을 무정차하는 형태로 창원-진해 구간에 무궁화호를 개조한 통근형 디젤 동차를 투입하여 이용(운임: 성인 기준 2천 원)하게 하였다. 2012년 11월 1일 동대구행 진해선 새마을호가 폐지되면서 마산행 무궁화호 운행이 재개되었다. 그러나, 이용객 감소로 2015년 2월 1일 여객 취급을 중지하였다.
- 2015년 2월 1일부터는 3월 31일부터 4월 10일까지 하루 4번 11일 동안 마산역, 창원역행 운행이 된다.

### 이용 현황
- 마산-통해 통근열차는 2006년 10월 31일을 끝으로 더 이상 진해역에 운행하지 않는다. KTX와 연계하기 위해 2006년 11월 1일부터 대구-진해 새마을호가 운행을 시작하였고 2012년 7월 25일 동대구-진해로 단축하였다가 2012년 11월 1일에 폐지하였다. 이와 동시에 마산-진해 무궁화호로 변경되었다. 그러나 이용객이 저조해 2013년 7월 15일부터는 양 방향 1일 2회만 운행하는 것으로 대폭 감축되었다.
- 무궁화호 열차는 2000년 이후 2012년까지 진해역에 정규 운행을 한 적이 없으며, 하단에 나와있는 통계량은 모두 군항제 기간을 비롯한 특정 기간에 임시로 운행한 열차에 한해 집계된 것이다. 2007년의 통근열차의 승객 통계량도 동일한 사유로 집계된 것이다.

| 연도, 승하차통계 | 연도, 승하차통계 | 연도, 승하차통계 | 이용인원 | 이용인원 | 이용인원 | 이용인원 |
| 연도, 승하차통계 | 연도, 승하차통계 | 연도, 승하차통계 | 경전선   | 경전선   | 경전선   | 경전선   |
| 연도, 승하차통계 | 연도, 승하차통계 | 연도, 승하차통계 | 새마을호 | 무궁화호 | 통근열차 | 합계     |
| ---------------- | ---------------- | ---------------- | -------- | -------- | -------- | -------- |
| 2000년           | 상행             | 승차             | -        | 13,946   | 8,583    | 22,529   |
| 2000년           | 상행             | 하차             | -        | -        | -        | -        |
| 2000년           | 하행             | 승차             | -        | -        | -        | -        |
| 2000년           | 하행             | 하차             | -        | 13,143   | 11,268   | 24,411   |
| 2001년           | 상행             | 승차             | -        | 14,059   | 9,287    | 23,346   |
| 2001년           | 상행             | 하차             | -        | -        | -        | -        |
| 2001년           | 하행             | 승차             | -        | -        | -        | -        |
| 2001년           | 하행             | 하차             | -        | 13,908   | 16,764   | 30,672   |
| 2002년           | 상행             | 승차             | -        | 11,194   | 7,526    | 18,720   |
| 2002년           | 상행             | 하차             | -        | -        | -        | -        |
| 2002년           | 하행             | 승차             | -        | -        | -        | -        |
| 2002년           | 하행             | 하차             | -        | 8,009    | 12,047   |          |
| 2003년           | 상행             | 승차             | -        | 6,475    | 7,772    | 14,247   |
| 2003년           | 상행             | 하차             | -        | -        | -        | -        |
| 2003년           | 하행             | 승차             | -        | -        | -        | -        |
| 2003년           | 하행             | 하차             | -        | 6,831    | 11,907   | 18,738   |
| 2004년           | 상행             | 승차             | -        | 2,385    | 4,668    |          |
| 2004년           | 상행             | 하차             | -        | -        | -        | -        |
| 2004년           | 하행             | 승차             | -        | -        | -        | -        |
| 2004년           | 하행             | 하차             | -        | 2,511    | 6,981    | 9,492    |
| 2005년           | 상행             | 승차             | -        | 6,735    | 3,753    | 10,488   |
| 2005년           | 상행             | 하차             | -        | -        | 6        | 6        |
| 2005년           | 하행             | 승차             | -        | -        | 9        | 9        |
| 2005년           | 하행             | 하차             | -        | 4,664    | 4,717    | 9,381    |
| 2006년           | 상행             | 승차             | 4,226    | 6,748    | 4,253    | 15,227   |
| 2006년           | 상행             | 하차             | -        | -        | 1        | 1        |
| 2006년           | 하행             | 승차             | -        | -        | 3        | 3        |
| 2006년           | 하행             | 하차             | 2,502    | 7,121    | 3,351    | 12,974   |
| 2007년           | 상행             | 승차             | 42,691   | 11,104   | 4,261    | 58,056   |
| 2007년           | 상행             | 하차             | -        | -        | -        | -        |
| 2007년           | 하행             | 승차             | -        | -        | -        | -        |
| 2007년           | 하행             | 하차             | 34,582   | 11,104   | 4,845    | 50,531   |
| 2008년           | 상행             | 승차             | 62,872   | 18,535   | -        | 81,407   |
| 2008년           | 상행             | 하차             | -        | -        | -        | -        |
| 2008년           | 하행             | 승차             | -        | -        | -        | -        |
| 2008년           | 하행             | 하차             | 56,949   | 17,898   | -        | 74,847   |

## 승강장
승강장은 2, 3번 승강장으로 구분되어 있다. 2번 홈은 정기 여객 취급 당시 마산방향 무궁화호 열차가 정차하였고, 3번 홈은 진해군항제 기간 동안 무궁화호 열차가 정차한다.

## 전용선
제4비료선 또는 사비선은 구·진해화학의 전용 화물 철도로, 1950년대 이후 국가사업의 일환으로 진해역과 제4비료공장을 연결하기 위해 설치한 철도이다. 길이는 6.5km이며, 진해역에서 분기하는 부근의 경사가 꽤 심한 편이다. 진해화학을 인수한 한화L&C가 비료 사업 철수 선언과 함께 해체되어 현재는 비료공장이 철거되어 운행하지 않는다. 주로 황산이나 석회석 같은 화공용 원료들을 수송했다.
사비선의 지선으로는 행암선이 있다. 군수용품 물량을 수송하는 철로이다. 이 선로는 진해구 장천동 한화L&C 공장에서 진해구 행암동까지 이어지는 선로이다. 화물열차가 주 1회 운행을 한다. 길이는 3.5km이며 행암동 이후 군사보호구역에 들어간다. 끝의 부두에서는 선로가 두 갈래로 나뉘지만, 군사보호구역으로 이어지기 때문에 외부인들은 종점에 출입을 할 수 없다.

## 사진

군항제 기간의 승강장
군항제 임시 열차
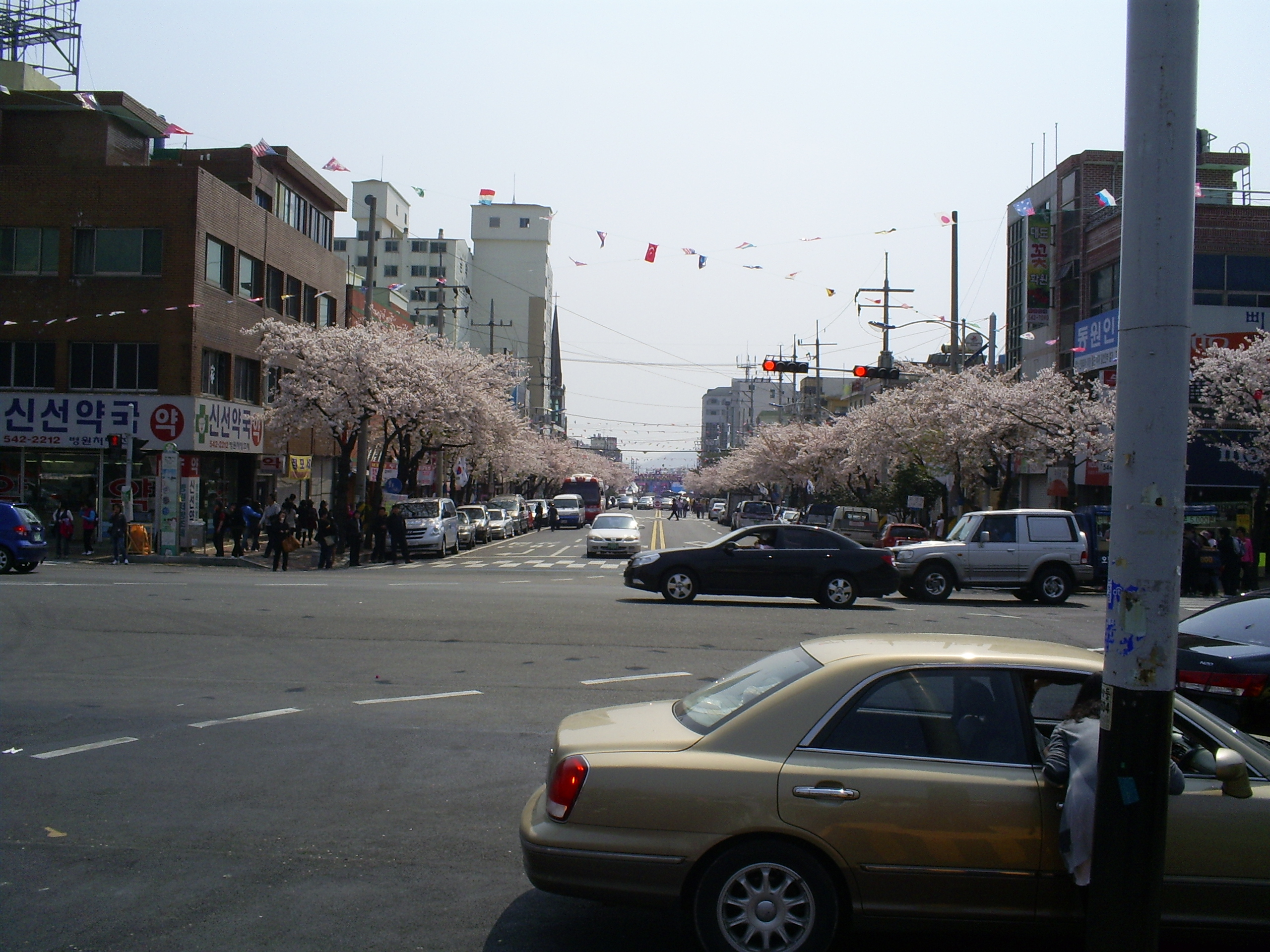
진해역 삼거리